# أورورا دي8
أورورا دي8 (Aurora D8)، المعروفة أيضًا باسم (D8 Airliner)، هو مفهوم طائرة قيد التطوير اعتبارًا من منتصف عام 2017. بدأ المشروع في عام 2008 من قبل أورورا لعلوم الطيران، ومعهد ماساتشوستس للتكنولوجيا (MIT) وبرات آند ويتني تحت رعاية ناسا البالغة 2.9 مليون دولار (2.19 مليون جنيه إسترليني).
أورورا تعمل على تحسين كفاءة استهلاك الوقود دي8 المصممة لوكالة ناسا من قبل معهد ماساتشوستس للتكنولوجيا، على أمل أن تطير متظاهرًا بنصف مقياس في عام 2022. ال 180 مقعدا 3,000 nmi (5,600 كـم؛ 3,500 ميل) من المدى تم تصميم طائرة ركاب لتطير بسرعة 582 ميل في الساعة (937 كم/س؛ 506 عقدة) ضمن قدرات بوينغ 737 أو إيرباص إيه 320 ويمكن أن تكون في الخدمة التجريبية بحلول عام 2027 على أقرب تقدير و 2035 على أبعد تقدير.
تم شراء أورورا فلايت ساينس بواسطة بوينغ في 8 نوفمبر 2017 لتطويرات الطائرات بدون طيار. تهدف الشركة الفرعية إلى تسريع تطوير بوينغ للتكنولوجيا المستقلة.

## تصميم
يوفر جسم الطائرة «الفقاعة المزدوجة» جنبًا إلى جنب رفعًا إضافيًا على طول قسم الأنف بالإضافة إلى سرعة الدوران بفضل جسم الطائرة الأوسع. نتيجة لذلك، يمكن استخدام أجنحة أصغر لتوليد قوة الرفع التي تقلل السحب. يسمح تركيب المحركات في الطرف الخلفي من D8 بدلاً من أسفل الأجنحة المستخدمة في تصميم الطائرات التقليدية بتقليل متطلبات الدفع عن طريق تقليل عدم الكفاءة من ابتلاع الطبقة الحدودية (BLI). ينتج عن هذا القدرة على استخدام محركات ذات نسبة تجاوز عالية أصغر وأخف وزنًا.
ومع ذلك، فإن الهيكل يتميز بكونه أقل جذرية من مفاهيم هيكل الجناح المختلط المتنافس دون تعديل البنية التحتية للمطار الحالية، و (BLI). كان الهدف الأصلي هو تقليل حرق الوقود بنسبة 70٪ والضوضاء بنسبة 71 ديسيبل من خلال الطيران بسرعة ماخ 0.74، ولكن نمو الجناح وجسم الطائرة الأكثر تقليدية بمقدار 0.82 ماخ أدى إلى تقليل حرق الوقود بنسبة 49 ٪ وتقليل الضوضاء بنسبة (40 EPNdB) مقابل طائرة بوينغ 737-800.

### محركات
يتيح تجميع المحركات معًا فوق الذيل العريض لجسم الطائرة المسطح إعادة تنشيط الطبقة الحدودية بطيئة الحركة فوق جسم الطائرة لزيادة الكفاءة، والسماح بجناح نسبة عرض إلى ارتفاع نظيفة ومنخفضة السحب وعالية. بدءًا من تدفق أبطأ، يؤدي تقليل سرعة العادم إلى زيادة كفاءة الدفع مع دفع محدد مماثل. من خلال استيعاب تدفق الطبقة الحدودية وإعادة تنشيطه، تقلل (BLI) الطاقة الحركية المهدرة بنسبة 40٪ في D8 في العادم النفاث عالي السرعة المشترك واليقظة البطيئة السرعة خلف جسم الطائرة. أظهر اختبار نفق الرياح على نطاق واسع مع وكالة ناسا توفير الطاقة من (BLI) من 8.4٪ مع نفس منطقة فوهة النفاثة إلى 10.4٪ بنفس التدفق الشامل. تعتبر ميزة (BLI) ترتيبًا من حيث الحجم أكبر من الخسارة الناتجة عن تناول تدفق طبقة حدية مشوهة.
يلزم وجود مروحة كبيرة الحجم لتتجاوز نسبة تجاوز 20: 1. تم تطوير مروحة مقاومة للتشوه بواسطة مركز أبحاث التكنولوجيا المتحدة، وتم اختبارها على نطاق واسع في وكالة ناسا وتعاملت مع تشوه التدفق الناتج عن ابتلاع الطبقة الحدودية بالقرب من سطح جسم الطائرة العلوي. نظرًا لأن قلبًا مضغوطًا يحد من مشكلات خلوص طرف الشفرة بسبب الانحناء ولكن لا يمكنه استيعاب المروحة في عمود محرك التوربينات منخفض الضغط، قام برات آند ويتني بتحويل القلب للخلف، على غرار ترتيب PT6، مع تصريف الغاز الساخن للأمام من خلال توربين طاقة منخفض الضغط متصل إلى المروحة عبر عمود قصير وعلبة تروس. لتجنب خطر تعطل المحرك غير المحتوم مما يؤدي إلى تعطل المحرك الثاني، تكون النوى مائلة بمقدار 50 درجة نظرًا لأنها لم تعد مرتبطة ميكانيكيًا بالمروحة، مع فقد الضغط المنخفض نظرًا لأن التدفق الأساسي فقط هو الذي يتم تشغيله. غير متصل بقسم الطاقة، يمكن تفكيك القلب للصيانة.

## روابط خارجية
- الهندسة الحقيقية: مستقبل الطائرات؟ - أورورا D8